# 色即是空

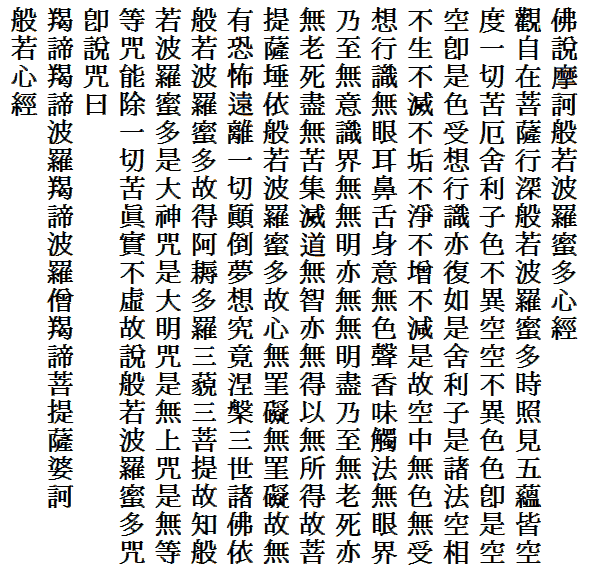
出典の一つ『般若心経』

色即是空（しきそくぜくう）とは、『般若心経』等にある言葉で、仏教の根本教理といわれる。この世のすべてのものは恒常な実体はなく縁起によって存在する、という仏教の基本的な教義。空即是色と対をなす。「色即是空」の区切りは「色、即是、空」とされる。 。
色（ルーパ）は、宇宙に存在するすべての形ある物質や現象を意味し、空（シューニャ）は、恒常な実体がないという意味。
すなわち、目に見えるもの、形づくられたもの（色）は、実体として存在せずに時々刻々と変化しているものであり、不変なる実体は存在しない（空）。仏教の根本的考えは因果性（縁起）であり、その原因（因果）が失われれば、たちまち現象（色）は消え去る。